# Григорис (врач)
Григорис (арм. Գրիգորիս) — средневековый армянский врач, стихийный материалист. Один из крупнейших представителей киликийской медицинской школы, последователь Мхитара Гераци.

## Биография
Биографические данные не сохранились. Датируется концом XII—первой половиной XIII вв. или второй половиной XIII—началом XIV вв. Работал в Киликийской Армении, предположительно там же родился и получил образование. Известен по единственному, но достаточно обширному труду «Анализ природы человека и его недугов» (арм. «Քննութիւն բնութեան մարդոյ և նորին ցաւոց»). Несмотря на скудные биографические и библиографические сведения, считается одним из наиболее значимых средневековых армянских врачей, демонстрируя в своём труде передовые для своего периода знания. Был хорошо знаком с трудами древнегреческих и византийских врачей (Гиппократ, Диоскорид, Гален, Павел Эгинский, и т.д.), владел греческим, ассирийским, латинским, арабским и персидским языками.

## «Анализ природы человека и его недугов»
Состоит из двух частей — фармакология и патология.

Первая часть состоит из 20 подразделов, где описаны 330 рецептов лекарственных средств растительного, животного и минерального происхождения против различных заболеваний. Отказавшись от традиционной структуры анийской фармакогнозии, Григорис отдельно описывает сложные лекарственные смеси, присовокупив свой опыт в этой области к данным авторитетных источников.

Во второй — важнейшей — части Григорис защищает идею единства тела, считая, что болезнь одной части тела влияет и на все остальные. При этом свои взгляды выразил фигурально, представив все органы тела как дружелюбных соседей, взаимосвязанных и взаимозависимых. Отказываясь от понимания физиологии человеческого тела как действия "части мировой души" или "божественной силы", объяснял физиологические явления деятельностью спинного и головного мозга. Считал, что всё тело регулируется мозгом, называл последний «царём всего организма». Причины некоторых болезней, например туберкулёза, стремился найти в материальных факторах. Продолжая взгляды Гераци о возникновении острозаразных болезней, развил новую для своей эпохи концепцию — плесневения крови и других гуморов. Обстоятельно анализируя сущность опухолевого процесса, одной из причин считает, как и Гераци, "плесневой" фактор. Большое значение придаёт условиям и характеру труда, антисанитарному состоянию быта, географическим и климатическим условиям внешней среды, утверждая, что при собирании анамнеза нужно «выяснить — из какой местности больной, ибо каждая личность будет иметь специфические свойства соответственно особенностям местожительства».
Этот труд является одной из первых книг, подробно изучающих кожные болезни. В нём приводится перечень дерматозов, таких как чесотка, вшивость, витилиго, проказа, ихтиоз, нейродермит, и т.д., рассматриваются природа этих заболеваний и их лечение. В целом в труде содержится много передовых знаний об анатомии, неврологии, пульмонологии и лечении опухолевых поражений, о некоторых из которых в Европе стало известно столетия спустя. Так, например, развивая учение об инфекции и контагиозности, Григорис пришёл к выводу, что инфекция от больного может переходить к здоровому человеку тремя путями: первый путь — когда здоровый человек находится непосредственно в контакте с больным, второй путь — когда здоровый человек употребляет предметы обихода, уже употреблённые больным, третий путь — когда здоровый человек, находясь в одной комнате с больным, заражается от него на расстоянии, т.е. аэрогенным способом. Это учение о контагиозности стало достоянием западноевропейской науки только после монументального труда «О контагии, о контагиозных болезнях и лечении» Джироламо Фракасторо (1478—1553). Концепции Григориса об обмене веществ в Европе были введены в оборот Санторио (1561—1636), а выраженные в «Анализе» идеи о выявлении патологических процессов в организме путём анатомических и физиологических исследований впервые появляются у Фрэнсиса Бэкона (1561—1626).

Сохранился в единственной рукописи XV века. Опубликован в 1962 году.